# 10 Hygiea
Igea (dal greco antico Ὑγίεια?, Hygìeia, originariamente chiamato Igea Borbonica, catalogato secondo la designazione asteroidale come 10 Hygiea) è un grande asteroide della fascia principale, il quarto in ordine di grandezza, con un diametro medio superiore ai 400 km e una massa stimata pari al 3% di quella totale della fascia di asteroidi. Nonostante ciò, fu il decimo a essere individuato perché la superficie scura rende l'asteroide meno visibile di quanto le sue dimensioni implicherebbero. All'opposizione infatti raggiunge mediamente una magnitudine pari a 10,2. Igea fu scoperto da Annibale de Gasparis il 12 aprile 1849, dall'osservatorio di Capodimonte a Napoli. Fu così denominato su suggerimento di Ernesto Capocci di Belmonte dal nome di Igea, la dea greca della salute; inoltre, in onore della casa regnante a Napoli, i due scienziati vi aggiunsero l'aggettivo Borbonica, che tuttavia decadde rapidamente nell'uso.
Igea si compone di materiale primitivo carbonioso, simile alle condriti carbonacee. Percorre un'orbita assai prossima al piano dell'eclittica, mediamente eccentrica, che completa in 5 anni e 7 mesi, spaziando dalla distanza media di Cerere e Pallade dal Sole fino al bordo esterno della fascia principale, in prossimità del perielio degli oggetti della famiglia Hilda. È il prototipo della famiglia Igea. Osservazioni del 2017 e del 2018 suggeriscono che Igea potrebbe avere le caratteristiche per essere classificato tra i pianeti nani.

## Osservazione
Nonostante Igea sia per dimensioni il quarto asteroide della fascia principale e quello maggiore nella sua regione esterna, a causa della scarsa albedo della sua superficie e della distanza media dalla Terra, risulta piuttosto debole quando osservato dal nostro pianeta. All'opposizione non è mai più fioco dell'undicesima magnitudine e mediamente raggiunge una magnitudine pari a 10,2. In condizioni particolarmente favorevoli può avvicinarsi alla nona grandezza. L'asteroide quindi non è mai visibile a occhio nudo ed è osservabile con un telescopio di 50 mm di diametro o superiore.

## Storia delle osservazioni

### Scoperta

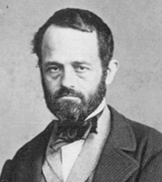
Annibale de Gasparis scoprì Igea il 12 aprile 1849

Igea fu scoperto da Annibale de Gasparis il 12 aprile 1849, presso l'Osservatorio di Capodimonte, a Napoli, come un oggetto tra la nona e la decima magnitudine. L'astronomo, che nel 1847 aveva iniziato a registrare meticolosamente le stelle fino alla quattordicesima magnitudine presenti in una fascia centrata sull'eclittica e ampia circa 2°, identificò tra il 1850 e il 1853 altri sette asteroidi e altri due negli anni sessanta del secolo.
De Gasperis invitò Ernesto Capocci di Belmonte, suo amico e direttore dell'Osservatorio, ad assegnare un nome all'asteroide come ringraziamento per i suoi incoraggiamenti. Insieme proposero Igea Borbonica dal nome di Igea, la dea greca della salute, figlia di Asclepio, con l'aggettivo che intendeva rendere omaggio ai Borbone di Napoli e, magari, far dimenticare al re Ferdinando II che i due scienziati avevano partecipato ai moti liberali del 1848. In lingua inglese fu adottata la grafia greca Hygiea mentre l'aggettivo Borbonica decadde rapidamente nell'uso.
Come per gli altri asteroidi scoperti precedentemente, a Igea fu assegnato un simbolo astronomico (. o ). Tuttavia, nel 1851 Encke propose l'adozione di un differente sistema di identificazione, suggerendo di utilizzare un numero corrispondente all'ordine di scoperta racchiuso in un circoletto, che fu rapidamente adottato nelle riviste scientifiche. Al crescere del numero degli asteroidi scoperti, si ricorse poi al numero tra parentesi tonde seguito dal nome, secondo l'uso odierno della designazione asteroidale.

### Osservazioni successive
Le osservazioni di Igea furono inizialmente condotte soprattutto per misurarne la posizione, in modo da determinarne l'orbita, e le dimensioni. L'orbita fu calcolata con accuratezza da Julius Zech, tenendo conto delle perturbazioni introdotte nel moto dell'asteroide da Giove, Saturno e Marte; dopo la morte dell'astronomo, avvenuta nel 1864, l'Astronomisches Rechen-Institut di Berlino continuò ad aggiornarla fino al 1873. Nel 1876 Ernst Becker calcolò una nuova orbita che mostrò alcune discrepanze con le osservazioni eseguite tra il 1915 e il 1918 e che fu successivamente rivista da Henri Blondel, Paul Maître e B. Jehkowski dell'osservatorio di Marsiglia e dagli astronomi del Rechen-Institut.
Karl Christian Bruhns propose nel 1856 una prima stima del diametro di Igea (valutato in 180 km) e di altri 39 asteroidi, desumendo le loro dimensioni dalla luminosità e assumendo quale loro albedo una media di quelle dei pianeti esterni e delle loro lune maggiori. Come conseguenza di quest'ipotesi, i valori ottenuti risultarono tutti sottodimensionati. Seguendo una procedura sostanzialmente analoga e utilizzando come termine di paragone le misure del diametro di Cerere e Pallade ottenute da William Herschel e Johann von Lamont, Edward James Stone fornì nel 1867 valori alternativi per il diametro di 71 asteroidi (stimando quello di Igea in 103 miglia, pari a 190 km) da dati osservativi di Norman Robert Pogson. A ogni modo, tutte le stime delle dimensioni di Igea (e degli altri asteroidi) fornite prima della seconda metà del Novecento risultarono sostanzialmente erronee.
Nel 1917, l'astronomo giapponese Kiyotsugu Hirayama si dedicò allo studio del moto degli asteroidi e confrontandoli attraverso tre parametri orbitali - moto medio, inclinazione ed eccentricità - individuò cinque raggruppamenti, successivamente indicati come famiglie di asteroidi o famiglie Hirayama. Nel 1978 Andrea Carusi ed Enrico Massaro identificarono i primi membri della famiglia Igea, dal nome dell'oggetto più grande del gruppo.
Nel 1970 Nikolaj Stepanovič Černych utilizzò 410 osservazioni di Igea raccolte dal 1932 al 1969 per migliorare la conoscenza del valore della massa di Giove, ripetendo con dati più recenti la procedura che Simon Newcomb aveva eseguito nel 1895 utilizzando le osservazioni di 33 Polyhymnia, ovvero valutando le perturbazioni indotte dal pianeta sul moto dell'asteroide durante avvicinamenti periodici, che nel caso di Igea si verificano ogni dieci anni e mezzo.

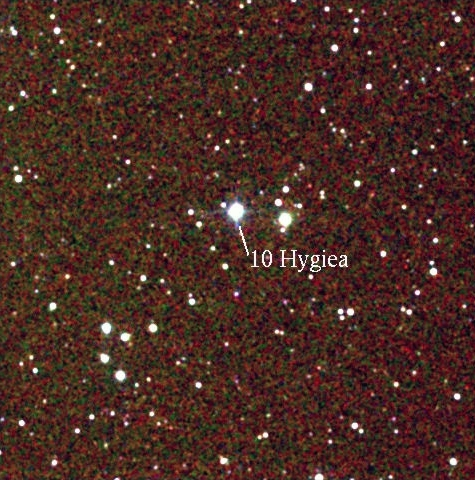
Igea ripreso nel corso del Two Micron All-Sky Survey (2MASS)

Nel 1987, Hans Scholl e colleghi dell'Astronomisches Rechen-Institut fornirono una prima stima della massa di Igea in (4,7±2,3)×10−11 M⊙, pari a (9,3±4,5)×1019 kg, analizzando gli effetti indotti sul moto di 829 Academia durante un incontro ravvicinato tra i due asteroidi avvenuto nel 1927, a una distanza di 0,006 UA (890 000 km). Era il quarto asteroide di cui veniva calcolata una massa, sebbene la misura fosse affetta da un'incertezza pari al 50% del valore nominale. L'astronomo polacco G. Michalak fornì nel 2001 una nuova stima in (5,6±0,7)×10−11 M⊙, pari a (11,13±1,39)×1019 kg. Da allora, il valore della massa di Igea è stato progressivamente rivisto al ribasso: Chernetenko e Kochetova, nel 2002, utilizzarono le perturbazioni indotte su 18 asteroidi in incontri ravvicinati avvenuti tra il 1927 e il 2000 ottenendo un valore pari a (5,010±0,410)×10−11 M⊙, corrispondenti a (9,96±0,815)×1019 kg; Chesley et al. nel 2005 analizzarono gli effetti sull'orbita dell'asteroide 3946 Shor dell'incontro ravvicinato a 0,014399 UA con Igea del 29 maggio 1998, stimando la massa di quest'ultimo in (9,02±0,26)×1019 kg. James Baer e altri fornirono nel 2008 e nel 2011 due stime, fra loro abbastanza coerenti, della massa di Igea considerando le perturbazioni indotte su 14 asteroidi, indicando (nel 2011) un valore pari a (4,358±0,0740)×10−11 M⊙, corrispondenti a (8,67±0,147)×1019 kg. Da un'analisi dei valori disponibili in letteratura, Benoit Carry nel 2012 ritenne che la stima migliore della massa di Igea fosse di (8,63±0,52)×1019 kg.
Nel 1971, David Allen suggerì che le dimensioni dei maggiori asteroidi potessero essere dedotte dalla misura delle loro emissioni nell'infrarosso. Tra il 1983 e il 1985 Igea fu il primo asteroide del quale furono ottenute immagini termiche attraverso l'IRTF, a lunghezze d'onda submillimetriche, che permisero di identificare la presenza di regolite sulla superficie. Da osservazioni nel campo delle microonde, nel 1989 K. J. Johnston e colleghi ne stimarono il diametro in 450 km e individuarono un limite inferiore per la profondità dello strato di regolite superficiale, supponendo che avesse proprietà analoghe a quella presente sulla superficie lunare. Nell'ambito dell'IRAS Minor Planet Survey, Edward F. Tedesco e colleghi analizzarono i dati raccolti dal satellite IRAS (lanciato nel 1983) relativi alle sorgenti infrarosse in movimento; per Igea dedussero un diametro medio di 407,12 ± 6,8 km. Infine, R. Ragazzoni e colleghi nel 2000, applicando l'interferometria a macchie a osservazioni compiute con il telescopio nazionale Galileo, stimarono il diametro medio di Igea in 444 ± 35 km. B. Carry nel 2012 fornì il diametro di Igea in 421,60 ± 25,69 km, da un'analisi dei valori disponibili in letteratura.

Immagini riprese nei mesi di giugno e luglio del 2017 attraverso lo strumento SPHERE montato sul Very Large Telescope che mostrano le variazioni nell'aspetto di Igea durante la rotazione

La determinazione del periodo di rotazione di Igea è risultata piuttosto difficoltosa. L'asteroide infatti ruota su sé stesso in senso retrogrado e, per diversi osservatori, piuttosto lentamente. Si è a lungo ritenuto, infatti, che i primi astronomi che negli anni cinquanta del Novecento cercarono di determinarne il periodo di rotazione fossero stati tratti in inganno dalla lenta rotazione dell'asteroide, perché la durata d'osservazione (una notte, generalmente) non sarebbe stata sufficiente a ottenere una curva di luce completa. Ingrid van Houten-Groeneveld e Gerard Kuiper indicarono il periodo di rotazione di Igea in 18 ore nel 1954 nel loro Photometric Studies of Asteroids e su quella stima si accodarono i lavori successivi. T. Michalowski e colleghi nel 1991 fornirono un periodo di 27,63 ± 0,02 ore (1991), divenuto in seguito il valore di riferimento. Modellando inoltre Igea come un ellissoide, determinarono anche due possibili forme compatibili con le curve di luce ottenute dalle osservazioni; risultati che furono sostanzialmente confermati due anni dopo da A. Erikson e P. Magnusson. Elementi chiarificatori sulla forma dell'asteroide sarebbero potuti provenire dall'osservazione di una o più occultazioni stellari da parte di Igea; in effetti, tra il 1983 e il 1997 ne furono osservate cinque, ma da pochi siti d'osservazione differenti e quindi s'apprese poco da esse. Neppure le osservazioni condotte con il telescopio spaziale Hubble (HST) permisero inizialmente di definirne con esattezza la forma; consentirono tuttavia di escludere che l'asteroide avesse satelliti dal diametro superiore ai 16 km. Infine, M. J. López-González ed E. Rodríguez nel 2000 determinarono i rapporti tra gli assi dell'ellissoide in a/b = 1,31 e b/c = 1,2 da una nuova analisi delle curve di luce di Igea. La migliore immagine di Igea è stata ottenuta riprocessando nel 2003 le immagini dell'HST.
Osservazioni condotte negli anni 2017 e 2018 con lo spettrografo SPHERE montato sul Very Large Telescope dell'Osservatorio del Paranal dell'ESO hanno infine permesso di risolvere la forma dell'asteroide, che si è rivelato più prossimo alla forma sferica rispetto a quanto atteso. Inoltre, il periodo di rotazione risulterebbe di 13,8 ore. Se questo dato fosse confermato, esso risulterebbe all'incirca la metà rispetto a quanto precedentemente stimato.
Infine, per determinare la composizione della superficie di Igea, negli anni duemila sono stati condotti studi comparativi sia con i meteoriti raccolti sulla Terra, sia con altri membri della famiglia Igea.

### Missioni spaziali
Igea non è mai stato raggiunto da alcuna sonda spaziale. L'esplorazione degli asteroidi della fascia principale, però, potrebbe fornire indizi sul processo che ha condotto alla formazione del sistema solare e Igea è stato quindi indicato come uno degli oggetti che meriterebbero di essere studiati da vicino. Nel 2006 C. T. Russell, Mark V. Sykes e altri hanno proposto alla NASA la missione Exploring the Very Earliest Epoch (EVE), nell'ambito del Programma Discovery. La proposta, che non è stata approvata, suggeriva di lanciare verso Igea una copia della sonda Dawn che ha esplorato Vesta e sta esplorando Cerere. Nel 2013, P. Vernazza e P. Lamy hanno invece sottoposto all'approvazione dell'Agenzia Spaziale Europea la missione INSIDER, di classe media, che avrebbe eseguito dei rendezvous con vari grandi asteroidi della fascia principale e sganciato dei lander su almeno due di essi, indicando Igea e 24 Themis come obiettivi dei moduli di atterraggio.

## Parametri orbitali e rotazione

In blu l'orbita di 10 Hygiea, in rosso l'orbita dei pianeti interni e di Giove

Igea segue un'orbita compresa tra quelle di Marte e Giove, nella porzione esterna della fascia degli asteroidi, che completa in 5,57 anni (circa 5 anni e 7 mesi). L'orbita presenta un'inclinazione di 3,8° rispetto al piano dell'eclittica e un'eccentricità di 0,112. - valore abbastanza elevato rispetto ad altri grandi asteroidi quali Cerere, Vesta e 704 Interamnia, ma non rispetto a Pallade. Il perielio è prossimo alla distanza media di Cerere e Pallade dal Sole, ma una collisione tra Igea e uno degli altri due corpi è improbabile perché la linea dei nodi della sua orbita è quasi ortogonale a quella dell'orbita di Pallade, mentre il nodo ascendente e discendente risultano invertiti l'uno con l'altro rispetto a quelli dell'orbita di Cerere, per cui i due oggetti si trovano sempre da parti opposte rispetto all'eclittica. A ogni modo, si potranno verificare periodici avvicinamenti tra i tre corpi come accadrà il 26 gennaio 2056 quando Igea transiterà a 0,0258 UA (3,8 milioni di km) da Cerere e il 4 marzo 2063 quando transiterà a 0,0201 UA (3 milioni di chilometri) da Pallade. All'afelio, Igea raggiunge il bordo esterno della fascia principale, in prossimità del perielio degli oggetti della famiglia Hilda, in risonanza 3:2 con Giove. Esegue periodici avvicinamenti al gigante gassoso con una periodicità di circa dieci anni e mezzo, non raggiungendo però mai una distanza inferiore a 1,5 UA dal pianeta.
Numerosi studi concordano sul fatto che Igea ruoterebbe su sé stesso in modo insolitamente lento, in senso retrogrado, impiegando 27,63 ore (circa 27 ore e 19 minuti) per completare una rotazione. Tale caratteristica distinguerebbe Igea dagli altri grandi asteroidi, tra i quali sono più frequenti periodi di rotazione compresi tra le 6 e le 12 ore. Analisi condotte nel 2019, tuttavia, sembrano suggerire che l'asteroide ruoti su sé stesso in 13,8 ore. Sulla base di curve di luce che presentano ancora una certa ambiguità (accentuata dal fatto che le osservazioni telescopiche raccolte in una sola notte potrebbero coprire solo una frazione del periodo di rotazione a causa della sua durata), è stato stimato che il polo nord, nel sistema di riferimento eliocentrico-eclittico, punti nella direzione (β, λ) = (34°, 120°) o (43°, 295°); in entrambi i casi l'asse di rotazione sarebbe inclinato di circa 60°.
Come detto, nel 1978 gli astronomi Andrea Carusi ed Enrico Massaro identificarono i primi membri della famiglia Igea, un gruppo di asteroidi con parametri orbitali prossimi a quelli di Igea stesso: semiasse maggiore compreso tra 3,108–3,127 UA, bassa inclinazione ed eccentricità moderata. Al 2014 sono stati individuati più di 650 membri della famiglia, tutti comunque di dimensioni molto inferiori rispetto al corpo principale.

## Formazione
La fascia principale degli asteroidi si compone di oggetti sopravvissuti, relativamente intatti, al processo di formazione del sistema solare, a differenza della maggior parte dei protopianeti del sistema interno che o si fusero tra loro per andare a costituire i pianeti terrestri, oppure furono espulsi dal sistema da Giove. Igea si sarebbe formato quindi 4,57 miliardi di anni fa nella porzione esterna della fascia.

## Caratteristiche fisiche

### Massa e dimensioni

Dimensioni dei primi dieci asteroidi scoperti nella fascia principale confrontati con la Luna. Igea è il primo da destra

Igea è il quarto oggetto per dimensioni e massa della fascia degli asteroidi. e il membro principale della famiglia omonima, della quale rappresenta più del 90% della massa. James Bear e colleghi nel 2011 hanno stimato la massa dell'asteroide in (4,358±0,0740)×10−11 M⊙, corrispondenti a (8,67±0,147)×1019 kg e pari al 3% di quella di tutta la fascia principale. Pierre Vernazza e colleghi hanno fornito nel 2019 stimato la massa di Igea in (8,32±0,80)×1019 kg - valore assai prossimo al precedente.
Igea può essere descritto con una certa approssimazione come un ellissoide di dimensioni 450 × 430 × 424 km; il suo diametro medio è stato stimato in 434 ± 14 km da osservazioni nel visibile e in 407,12 ± 6,8 km da osservazioni nell'infrarosso. La sua densità è stimata in (2,08±0,10)×103 kg/m³ da J. Baer nel 2011, mentre una rassegna dei valori in letteratura eseguita da Benoit Carry converge verso i (2,19±0,42)×103 kg/m³. Pierre Vernazza e colleghi l'hanno stimata nel 2019 in (1,944±0,250)×103 kg/m³. I valori indicati sono prossimi più alla densità di Cerere e dei satelliti ghiacciati di Giove e Saturno, che a quella dei pianeti terrestri o degli asteroidi rocciosi.
Per via della sua massa, Igea è uno dei corpi minori che il Minor Planet Center considera tra i pertubatori delle orbite degli oggetti più piccoli.

### Composizione
Informazioni parziali sulla composizione di Igea sono state dedotte tramite l'analisi spettroscopica della sua superficie. Igea appartiene alla classe degli asteroidi di tipo C, che dominano la porzione esterna della fascia principale (oltre la lacuna di Kirkwood in corrispondenza di 2,82 UA).
La superficie di Igea si compone di materiale carbonaceo primitivo, simile a quello trovato nelle condriti carbonacee, sebbene un'ampia ricerca spettroscopica condotta da M. A. Barucci e colleghi nel 2002 non abbia individuato un corrispettivo esatto dei minerali presenti sull'asteroide nei meteoriti raccolti sulla Terra, nonostante Takahiro Hiroi e altri avessero segnalato nel 1996 alcune corrispondenze con le proprietà del meteorite Yamato 82162, una condrite CI/CM. È stata rilevata inoltre la presenza di minerali che sarebbero stati alterati dall'interazione con acqua liquida; sulla superficie dell'asteroide in passato potrebbero essere state raggiunte localmente temperature tali da portare alla liquefazione del ghiaccio che si presume possa esservi presente. Tuttavia, la presenza di materiale primitivo indica altresì che Igea non si è completamente fuso durante il processo di formazione, in contrasto rispetto ad altri grandi planetesimi come Vesta.

## Superficie
In generale, le proprietà di Igea sono le meno note tra quelle dei quattro asteroidi maggiori della fascia principale. Questo è ancor più vero per le caratteristiche superficiali dell'asteroide, anche prima che Cerere e Vesta fossero raggiunti dalla missione Dawn.
L'albedo geometrica è stata stimata tra 0,066 e 0,0717, corrispondente a una riflessività tra il 6,6% e il 7,2% della luce solare incidente; l'asteroide apparirebbe alla nostra vista particolarmente scuro. Varie osservazioni hanno fornito dati spettroscopici contrastanti, che potrebbero sottintendere l'esistenza di zone con composizione differente sulla superficie. È stata inoltre segnalata l'osservazione di variazioni correlate con la latitudine da Rivkin nel 1997, confermate da Mothé-Diniz e colleghi nel 2001. La superficie sarebbe ricoperta da uno strato di regolite dallo spessore superiore agli 8 cm.
La superficie dell'asteroide è stata risolta, infatti, solo grazie a osservazioni condotte nel 2017 e nel 2018 con il Very Large Telescope. Vi sono stati identificati con chiarezza due crateri, con diametro di 180 ± 15 km  e 97 ± 10 km. Mancherebbe, invece, un grande cratere - analogo al cratere Rheasilvia su Vesta - che avrebbe dovuto formarsi nell'impatto che originò la famiglia Igea. Ciò suggerisce che Igea possa aver subito un processo di rinnovamento della superficie. L'impatto stesso potrebbe aver frammentato l'asteroide che si sarebbe in seguito riaggregato. Ciò potrebbe giustificare la presenza di un'elevata porosità degli strati più superficiali e, conseguentemente, il valore stimato per la densità media dell'asteroide, leggermente inferiore a quella di Cerere.

## Status astronomico

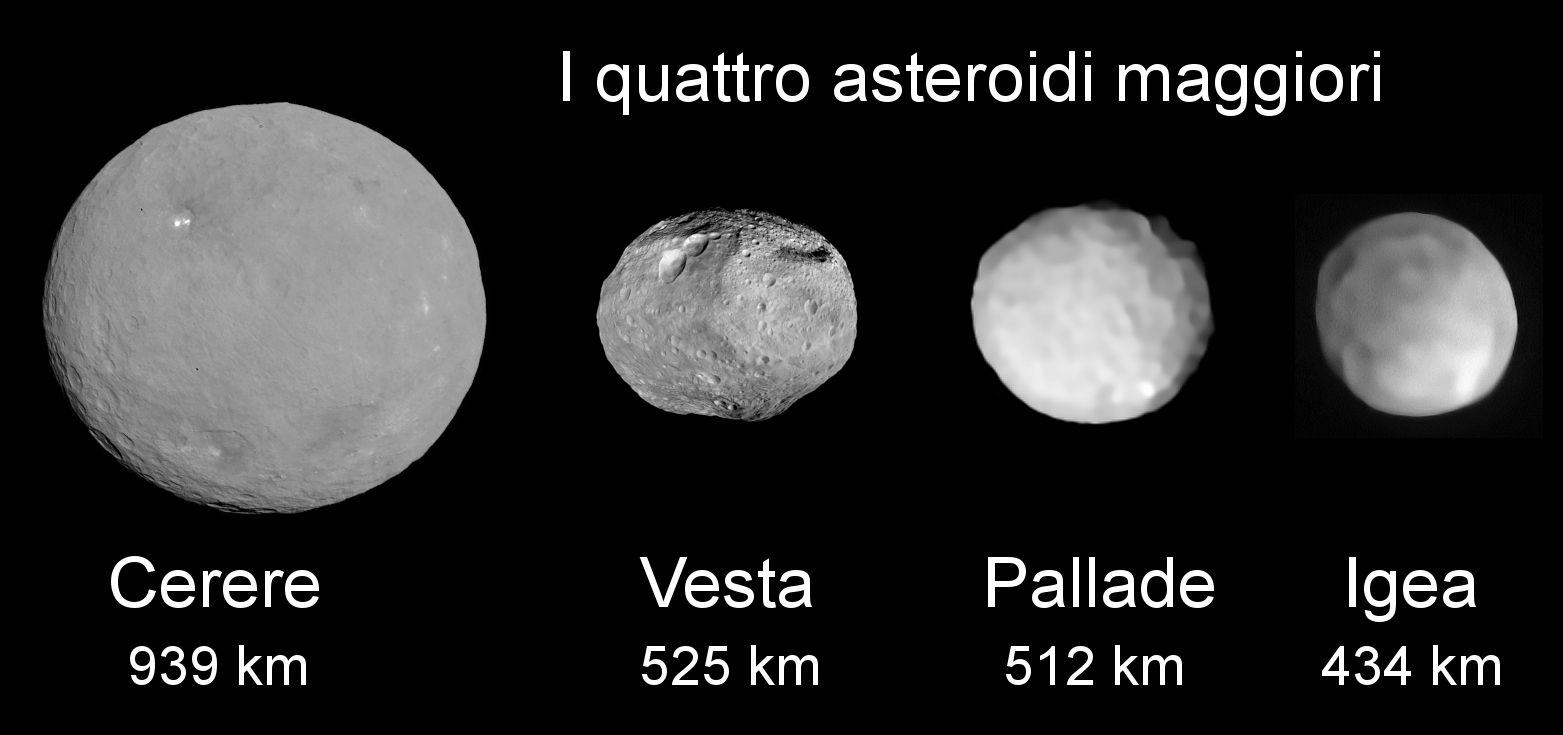
I quattro asteroidi maggiori della fascia principale

Mentre i primi quattro asteroidi a essere stati scoperti - Cerere (1801), Pallade (1802), Giunone (1804) e Vesta (1807) - furono considerati veri e propri pianeti nella prima metà dell'Ottocento (con alcuni astronomi che continuarono a considerarli tali fino al termine del secolo), la scoperta di Igea avvenne negli anni in cui la classificazione degli asteroidi era già in rapida evoluzione. Dalla seconda metà dell'Ottocento, gli asteroidi cominciarono a essere trattati in modo prevalentemente collettivo, raggruppati in base a caratteristiche orbitali (ad esempio le famiglie) o spettrali (le classi), con minore attenzione al singolo oggetto. Le possibilità offerte dall'esplorazione spaziale e le migliorate capacità osservative della fine del Novecento e dei primi anni duemila, hanno prodotto una parziale inversione di tendenza che ha interessato prevalentemente proprio gli asteroidi di maggiori dimensioni, per i quali è oggetto di discussione l'inclusione nella nuova categoria dei pianeti nani.
Il Planet Definition Commitee (comitato per la definizione di pianeta) dell'Unione Astronomica Internazionale che nel 2006 ha avanzato la proposta della nuova definizione di pianeta successivamente approvata, ha considerato l'eventualità di classificare Igea tra i pianeti nani, qualora venisse appurato che la superficie dell'asteroide è modellata prevalentemente dall'equilibrio idrostatico. Le osservazioni del 2019 che hanno permesso di risolvere la forma dell'asteroide sembrerebbero suggerire in effetti che questo possa aver raggiunto l'equilibrio idrostatico e che debba essere collocato tra i pianeti nani. In tal caso, potrebbe essere il più piccolo tra di essi.

### Libri
- Vincenzo De Ritis, Cenno de' lavori accademici e dell'azione governativa ne' reali domini continentali dal 1848 al primo semestre del 1852, in Salvatore Murena, Direttore del Ministero dell'Interno (a cura di), Annali Civili del Regno delle Due Sicilie, vol. 46, Napoli, Tipografia del Real ministero degli affari interni, 1852,  pp. XIII-XXI. URL consultato l'8 agosto 2015.
- (EN) John Russell Hind, Hygeia, in The Solar System: Descriptive Treatise Upon the Sun, Moon, and Planets, Including an Account of All the Recent Discoveries, New York, G. P. Putnam, 1852,  p. 126. URL consultato l'8 agosto 2015.
- (LA) C. Bruhns, De Planetis Minoribus inter Martem et Jovem circa Solem versantibus, Tesi di dottorato, Osservatorio di Berlino, 1856. URL consultato il 9 agosto 2015.
- (EN) A. O. Leuschner, Comparison of Theory with Observation for the Minor planets 10 Hygiea and 175 Andromache with Respect to Perturbations by Jupiter, in Proceedings of the National Academy of Sciences of the United States of America, vol. 8, n. 7, National Academy of Sciences, 1922,  pp. 170-173, DOI:10.1073/pnas.8.7.170. URL consultato l'8 agosto 2015.
- (EN) Paolo Ulivi, David M. Harland, Robotic Exploration of the Solar System: Part 4: The Modern Era 2004 –2013, Springer, 2014, ISBN 978-1-4614-4812-9.

### Articoli scientifici
- (DE) H. C. Schumacher, Planeten Circular, in Astronomische Nachrichten, vol. 28, n. 672, 1849,  p. 391. URL consultato l'8 agosto 2015.
- (EN) N. S. Chernykh, Determination of the Mass of Jupiter from Observations of 10 Hygiea during 1932-1969, in G. A. Chebotarev, E. I. Kazimirchak-Polonskaia, B. G. Marsden (a cura di), The Motion, Evolution of Orbits, and Origin of Comets; Proceedings from IAU Symposium no. 45, held in Leningrad, U.S.S.R., August 4-11, 1970, International Astronomical Union, 1972,  pp. 233-238. URL consultato il 9 agosto 2015.
- (EN) D. A. Allen, The method of determining infrared diameters, in T. Gehrels (a cura di), Physical Studies of Minor Planets, Washington, DC, NASA, 1971,  pp. 41-44, NASA SP–267. URL consultato l'11 agosto 2015.
- (EN) H. Scholl, L. D. Schmadel, S. Roser, The mass of the asteroid (10) Hygiea derived from observations of (829) Academia, in Astronomy and Astrophysics, vol. 179, n. 1-2, 1987,  pp. 311-316. URL consultato il 9 agosto 2015.
- (EN) K. J. Johnston et al., The microwave spectra of the asteroids Pallas, Vesta, and Hygiea, in Astronomical Journal, vol. 98, 1989,  pp. 335-340, DOI:10.1086/115150. URL consultato l'11 agosto 2015.
- (EN) T. Michalowski et al., The spin vector of asteriod 10 Hygiea, in Astronomy and Astrophysics Supplement Series, vol. 91, n. 1, 1991,  pp. 53-59. URL consultato l'11 agosto 2015.
- (EN) A. Erikson, P. Magnusson, Pole determinations of asteroids, in Icarus, vol. 103, n. 1, 1993,  pp. 62-66, DOI:10.1006/icar.1993.1058.
- (EN) T. Hiroi et al., Thermal metamorphism of the C, G, B, and F asteroids seen from the 0.7 µm, 3 µm, and UV absorption strengths in comparison with carbonaceous chondrites, in Meteoritics & Planetary Science, vol. 31, n. 3, 1996,  pp. 321-327, DOI:10.1111/j.1945-5100.1996.tb02068.x.
- (EN) Alex Storrs et al., Imaging Observations of Asteroids with Hubble Space Telescope, in Icarus, vol. 137, n. 2, 1999,  pp. 260-268, DOI:10.1006/icar.1999.6047.
- (EN) M. J. López-González, E. Rodríguez, Lightcurves of 10 Hygiea, 241 Germania and 509 Iolanda, in Astronomy and Astrophysics Supplement, vol. 145, 2000,  pp. 255-261, DOI:10.1051/aas:2000105.
- (EN) R. Ragazzoni et al., Speckle interferometry measurements of the asteroids 10-Hygiea and 15-Eunomia, in Astronomy and Astrophysics, vol. 354, 2000,  pp. 315-320. URL consultato l'11 agosto 2015.
- (EN) Tedesco, E.F., Noah, P.V.; Noah, M.; Price, S.D., The Supplemental IRAS Minor Planet Survey (PDF), in The Astronomical Journal, vol. 123, n. 2, 2002,  pp. 1056-1085, DOI:10.1086/338320. URL consultato il 30 settembre 2011.
- (EN) G. Michalak, Determination of asteroid masses. II. (6) Hebe, (10) Hygiea, (15) Eunomia, (52) Europa, (88) Thisbe, (444) Gyptis, (511) Davida and (704) Interamnia, in Astronomy and Astrophysics, vol. 374, 2001,  pp. 703-711, DOI:10.1051/0004-6361:20010731.
- (EN) Thais Mothé-Diniz et al., Rotationally Resolved Spectra of 10 Hygiea and a Spectroscopic Study of the Hygiea Family, in Icarus, vol. 152, n. 1, 2001,  pp. 117-126, DOI:10.1006/icar.2001.6618.
- (EN) M. A. Barucci et al., 10 Hygiea: ISO Infrared Observations, in Icarus, vol. 156, n. 1, 2002,  pp. 202-210, DOI:10.1006/icar.2001.6775.
- (EN) Yu. A. Chernetenko, O. M. Kochetova, Masses of some large minor planets, a cura di Barbara Warmbein, International Conference, 29 July - 2 August 2002, Berlin, Germany., Noordwijk, Netherlands, Proceedings of Asteroids, Comets, Meteors - ACM 2002, ESA Publications Division, 2002,  pp. 437-440, ISBN 92-9092-810-7. URL consultato il 10 agosto 2015.
- (EN) M. Kaasalainen, Torppa, J.; Piironen, J., Models of Twenty Asteroids from Photometric Data (PDF), in Icarus, vol. 159, n. 2, 2002,  pp. 369-395, DOI:10.1006/icar.2002.6907. URL consultato il 10 agosto 2015 (archiviato dall'url originale il 16 febbraio 2008).
- (EN) S. R. Chesley et al., The Mass of Asteroid 10 Hygiea, in Bulletin of the American Astronomical Society, vol. 37, 2005,  p. 524.
- (EN) C. T. Russell et al., Exploring the asteroid belt with ion propulsion: Dawn mission history, status and plans, in Advances in Space Research, vol. 40, n. 2, 2007,  pp. 193-201, DOI:10.1016/j.asr.2007.05.083.
- (EN) J. Baer, S. R. Chesley, R. D. Matson, Astrometric Masses of 26 Asteroids and Observations on Asteroid Porosity, in The Astronomical Journal, vol. 141, n. 5, 2011, DOI:10.1088/0004-6256/141/5/143.
- (EN) B. Carry, Density of asteroids, in Planetary and Space Science, vol. 73, n. 1, 2012,  pp. 98-118, DOI:10.1016/j.pss.2012.03.009. Accessibile anche su  arXiv.
- (EN) V. Carruba et al., Dynamical evolution and chronology of the Hygiea asteroid family, in Monthly Notices of the Royal Astronomical Society, vol. 437, n. 3, 2014,  pp. 2279-2290, DOI:10.1093/mnras/stt2040. Accessibile anche su  arXiv..
- (EN) Pierre Vernazza et al., A basin-free spherical shape as an outcome of a giant impact on asteroid Hygiea, in Nature Astronomy, 28 ottobre 2019, DOI:10.1038/s41550-019-0915-8.